# Gellik
Gellik is een dorp in de Belgische provincie Limburg en een deelgemeente van Lanaken, het was een zelfstandige gemeente tot aan de gemeentelijke herindeling van 1977. Tot Gellik behoort ook het gehucht Briegden.

## Etymologie
De naam Gellik is van oorsprong Gallo-Romeins, en wel Galliacum, ofwel: toebehorend aan ene Gallius. In 1096 werd Gellik voor het eerst schriftelijk vermeld als Gelleken.

## Geschiedenis
Gellik is gelegen aan de voormalige heerbaan van Tongeren naar Nijmegen. In Gellik werden dan ook overblijfselen uit de Romeinse tijd gevonden.
In 1096 schonk Ida van Verdun een aantal belangrijke bezittingen in Gellik aan de Abdij van Munsterbilzen. Gellik behoorde toen reeds tot het Graafschap Loon en dit werd vanaf 1366 onderdeel van het Prinsbisdom Luik. Sindsdien werd Gellik bestuurd door de Bisschoppelijke Tafel van Luik, en dat bleef zo tot 1680, toen de heerlijke rechten werden uitgegeven, en wel aan de familie Heusch de Zangerie, die ook de heerlijkheid Eigenbilzen bestuurde. Deze familie bleef aan de macht totdat, omstreeks 1792, het feodale stelsel werd opgeheven.
De Sint-Laurentiusparochie is al oud en werd mogelijk door de Abdij van Munsterbilzen gesticht. Vanuit deze parochie zijn op hun beurt de parochies van Eigenbilzen en Mopertingen ontstaan. Vanaf 1303 kwam het patronaatsrecht van deze parochie definitief in handen van de Abdij van Munsterbilzen.
Gellik leefde vanouds van de landbouw. Begin 20e eeuw trokken velen weg wegens gebrek aan werkgelegenheid. Later ontwikkelde Gellik zich tot forenzengemeente, waardoor de bevolking weer toenam en nieuwe woonwijken, waaronder villawijken, ontstonden. Hieronder de wijk Op de Berg.
Van 1899-1954 was er een te Gellik een stopplaats aan de spoorlijn tussen Hasselt en Maastricht. In 1992 werd ook de spoorlijn opgeheven.
Tijdens het begin van de Eerste Wereldoorlog werden vernielingen aangericht. Ook de Sint-Laurentiuskerk werd vernield en een nieuwe kerk werd gebouwd. In de onmiddellijke omgeving van Gellik zijn op 12 mei 1940 een Engels gevechtsvliegtuig (RAF) en op 24 mei 1944 een Canadees gevechtsvliegtuig (RCAF) neergestort. Dit wordt nog jaarlijks herdacht met een plechtigheid op het kerkplein.
In de jaren 30 van de 20e eeuw werd het Albertkanaal aangelegd, wat onmiddellijk ten zuiden van Gellik kwam te lopen en waarover een stalen spoorwegbrug werd gebouwd.

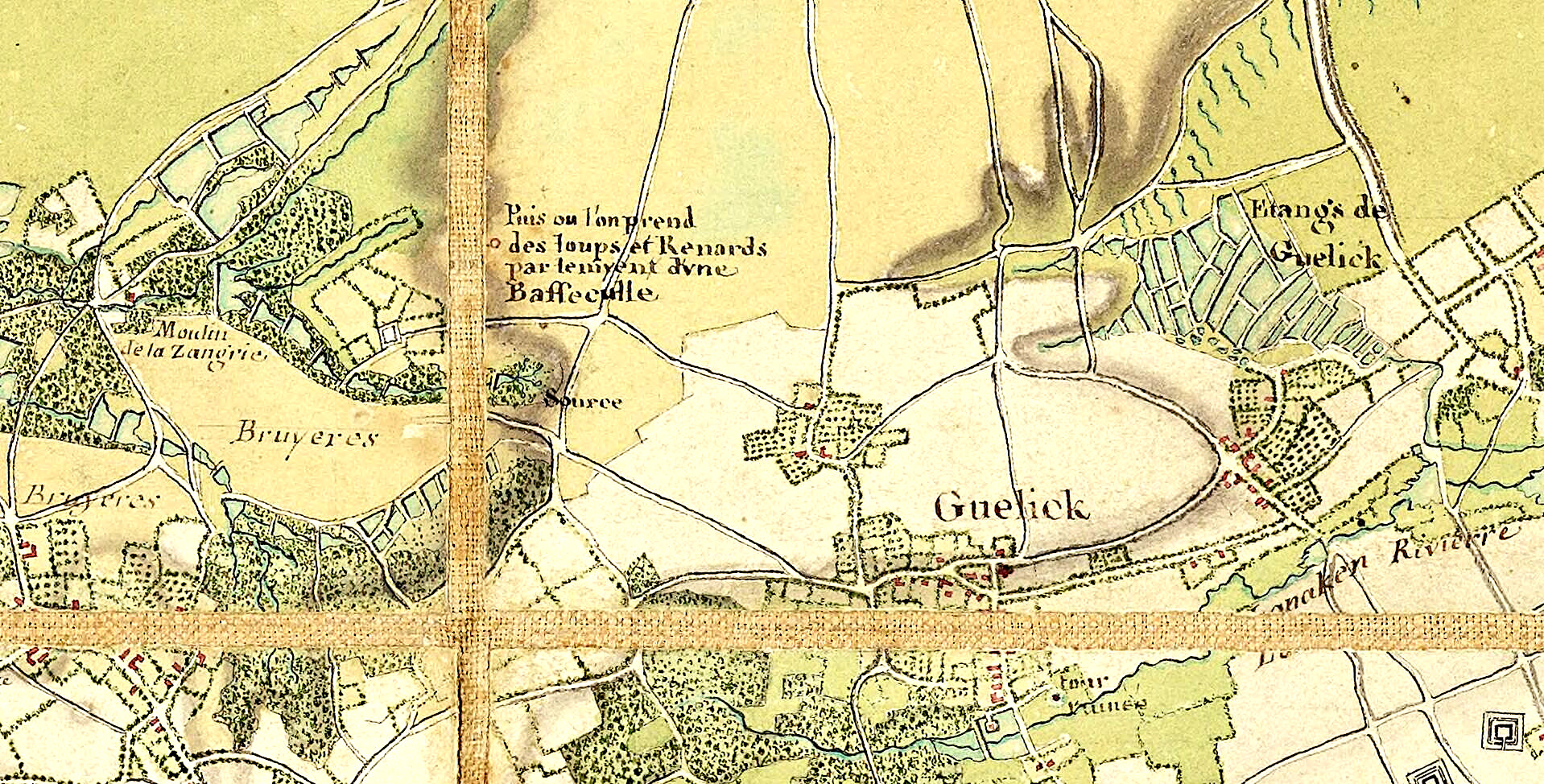
Gellik op een kaart uit 1748 met vermelding van een valkuil voor wolven en vossen

## Demografische ontwikkeling
- Bronnen:NIS, Opm:1831 tot en met 1970=volkstellingen; 1976 = inwoneraantal op 31 december

## Bezienswaardigheden
- Kasteel Kewith
- De Sint-Laurentiuskerk
- Het Sint-Augustinusgesticht

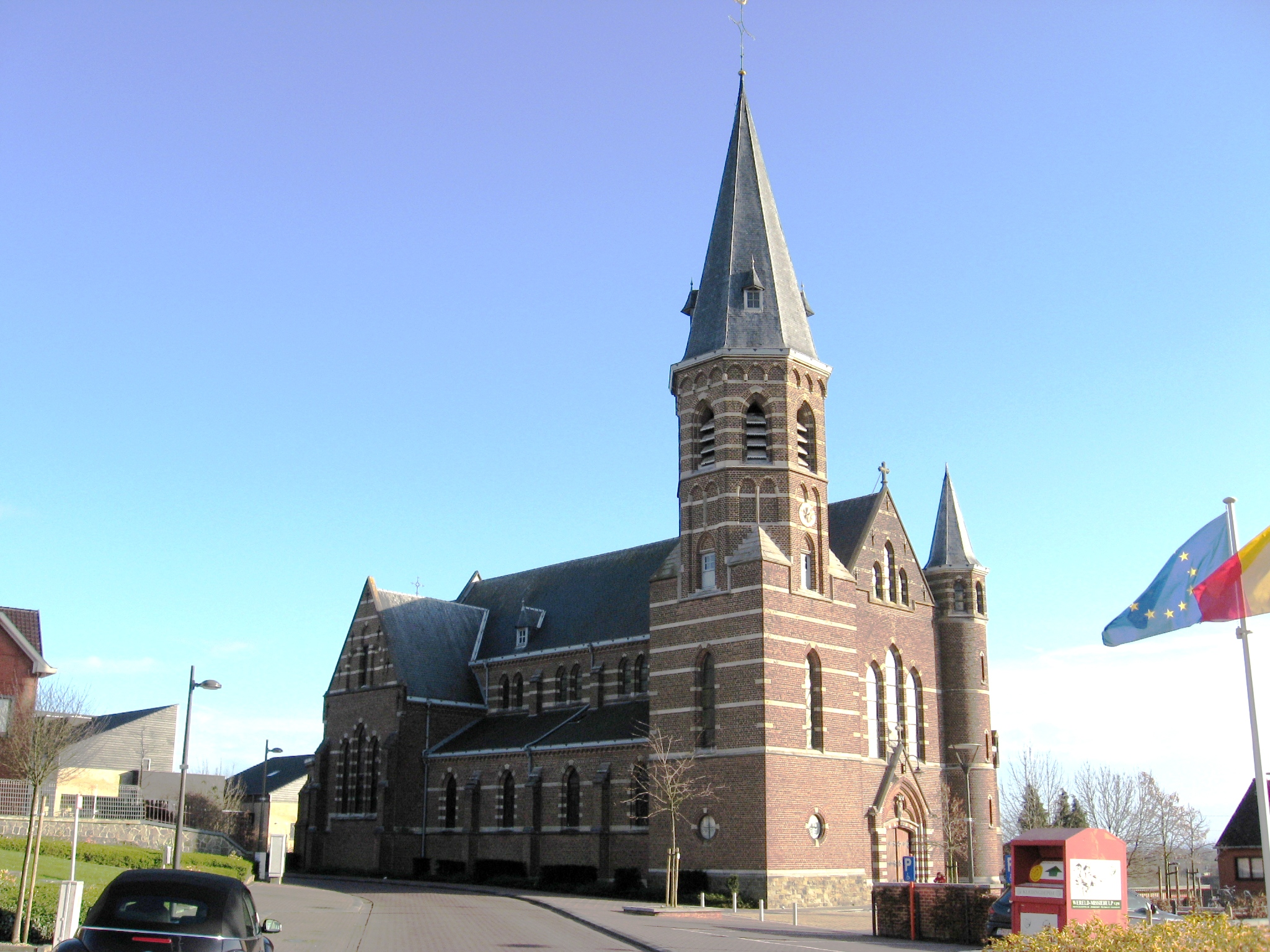
De Sint-Laurentiuskerk

- De Spoorbrug bij Gellik, over het Albertkanaal

## Natuur en landschap
Gellik ligt op de grens van het Kempens Plateau en Haspengouw. Gelegen op ongeveer 70 meter hoogte volgt het Albertkanaal ongeveer de grens tussen beide gebieden. Dit kanaal ligt ten zuiden van de dorpskom.
Natuurgebied De Hoefaert maakt onderdeel uit van het Nationaal Park Hoge Kempen. Het is gelegen op de zuidflank van het Kempens Plateau.
Vanaf 1861 begon men de uitgestrekte heidevelden op het Plateau te bebossen en in 1900 was er al 80 ha dennenbos.

## Recreatie
Recreatiedomein De Krieckaert omvat een camping, bungalowpark en dergelijke. Het ligt ten noordwesten van het dorp, vlak aan de rand het natuurgebied.

## Onderwijs
Naast een basisschool bezit Gellik een ontmoetingscentrum en een sporthal (2006). In het voormalige Sint-Augustinusgesticht van de Kleine Zusters van de Heilige Joseph werd de hoofdvestiging van de Gemeentelijke Muziekacademie van Lanaken gevestigd. Ook de Jeugdacademie voor Beeldende Kunst vindt daar een plaats.

## Cultuur en verenigingsleven
Sinds 2007 heeft Gellik een jaarlijkse lichtstoet tijdens de carnavalsperiode. Deze wordt georganiseerd door carnavalsvereniging De Galliaren en vindt telkens plaats op de 2de zaterdag na vastenavond. 
Voorts kent Gellik een amateurtoneelgroep en diverse sportverenigingen. Chiro Sprokkel, de plaatselijke jeugdbeweging, organiseert sinds 1989 wekelijks activiteiten voor jongens uit de buurt.
Het dialect van Gellik lijkt sterk op het Lanakens dialect. Beide vertonen grote overeenkomsten met het Maastrichts en de West-Duitse dialecten.
enkele voorbeelden:  jouwes (thuis), top (emmer) 

## Sport
Voetbalclub FC Apollo 74 Gellik was aangesloten bij de Belgische Voetbalbond en actief in de provinciale reeksen. Inmiddels is deze vereniging in juni 2015 gestopt.
Ook heeft Gellik een eigen wandelvereniging De Gelliker Galliaren, aangesloten bij Wandelsport Vlaanderen.

## Verkeer
Buslijn 20A (Hasselt - Bilzen - Maastricht/Lanaken) doet Gellik aan.

## Nabijgelegen kernen
Munsterbilzen, Eigenbilzen, Lanaken

## Bekende personen uit Gellik
- Judoka Ann Simons is afkomstig uit Gellik.
- Keeper trainer van KRC Genk, Guy Martens is afkomstig uit Gellik[1]